# Hiệp hội bóng đá Sudan
Hiệp hội bóng đá Sudan (SFA) (tiếng Ả Rập: الإتحاد السوداني لكرة القدم) là tổ chức quản lý, điều hành các hoạt động bóng đá ở Sudan. Hiệp hội quản lý đội tuyển bóng đá quốc gia Sudan, tổ chức các giải bóng đá như vô địch quốc gia và cúp quốc gia. Hiệp hội bóng đá Sudan gia nhập FIFA năm 1948 và CAF năm 1957.